# Norrbomia costalis
Norrbomia costalis är en tvåvingeart som först beskrevs av Zetterstedt 1847.  Norrbomia costalis ingår i släktet Norrbomia och familjen hoppflugor.
Artens utbredningsområde är Danmark. Arten är reproducerande i Sverige. Inga underarter finns listade i Catalogue of Life.